# HMS Fencer (D64)
HMS Fencer (D64) (с англ. фехтовальщик) — эскортный авианосец типа «Эттакер», служивший в составе Королевского флота во время Второй мировой войны.
Он был заказан ВМС США как USS Croatan с номером вымпела (CVE-14) (первоначально AVG-14, затем ACV-14), но 20 февраля 1943 года авианосец был передан по программе ленд-лиза Соединенному Королевству и в тот же день введен в эксплуатацию Королевским флотом как HMS Fencer.
Будучи противолодочным авианосцем, Fencer сопровождал конвои в Северной Атлантике и Арктике. Он также участвовал в операции «Тангстен», направленной на уничтожение немецкого линкора «Тирпиц». В октябре 1944 года авианосец был переведен на Тихоокеанский ТВД, где авианосец осуществлял поддержку войск в Бирме, а затем он использовался в качестве перевозчика самолётов. 21 декабря 1946 года он вернулся в Соединенные Штаты, где был списан 28 января 1947 года. 30 декабря он был продан в торговую службу и переименован в Sydney.
Затем корабль несколько раз переименовывали, сначала в 1967 году в Roma, затем в 1970 году в Galaxy Queen, потом в 1972 году в Lady Dina и, наконец, в Caribia в 1973 году. Корабль был утилизирован 30 сентября 1975 года в Специи.

## Описание
Во время Второй мировой войны на вооружении Королевского флота находилось девять эскортных авианосец типа «Эттакер». Они были построены между 1941 и 1942 годами компаниями Ingalls Shipbuilding, Seattle-Tacoma Shipbuilding Corporation и Western Pipe & Steel shipyards в Соединенных Штатах.
Корабли имели экипаж из 646 человек. В отличие от кораблей британской постройки, они были оборудованы современной прачечной и парикмахерской. Традиционные гамаки были заменены трехъярусными кроватями, по 18 в кубрике, они могли быть подняты для обеспечения дополнительного пространства.
Размеры корабля: длина 150,04 м, ширина 21,2 м и осадка 7,09 м. Максимальное водоизмещение 11 600 тонн. Силовая установка состояла из двух паровых турбин, работающих на один вал, выдающих мощность в 8500 лошадиных сил. Это обеспечивало кораблю скорость в 17-18 узлов.
Все авианосцы этого типа имели вместимость до 24 противолодочных самолётов и истребителей, например: британские Hawker Sea Hurricane, Supermarine Seafire и Fairey Swordfish, а также американские Grumman Wildcat, Vought F4U Corsair и Grumman Avenger. Точный состав авиагруппы зависел от поставленной перед авианосцем цели. Надстройка состояла из небольшого острова с мостиком управления полетами, размещавшегося по правому борту над полетной палубой. Остров имел размеры 137 на 37 м. Авианосец оснащался двумя самолётными подъемниками размером 13 на 10 м и девятью аэрофинишерами. Самолёты размещались в ангаре размером 79 на 19 м.
Вооружение корабля было сосредоточено на противовоздушной обороне и состояло из двух одиночных 4-дюймовых зенитных орудий, восьми 40-мм пушек «Бофорс» в спаренных установках и двадцать одного 20-мм автомата «эрликон» в одиночных или спаренных установках.